# ائورا (مینه‌سوتا)
ائورا، مینه‌سوتا (به انگلیسی: Aurora, Minnesota) یک شهر در ایالات متحده آمریکا است که در شهرستان سنت لوئیس واقع شده‌است.

## خصوصیات
ائورا ۱۰٫۰۰ کیلومترمربع مساحت و ۱٬۶۸۲ نفر جمعیت دارد و ۴۴۸ متر بالاتر از سطح دریا واقع شده‌است.